# Liso (Creta)

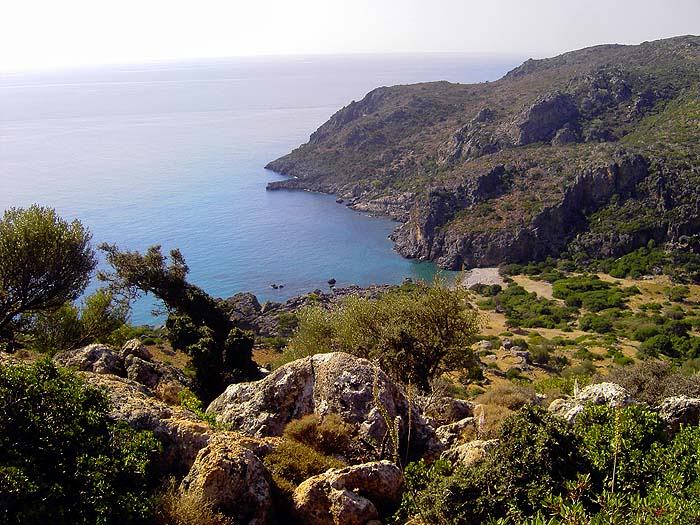
Vista de la bahía de Liso desde el este.

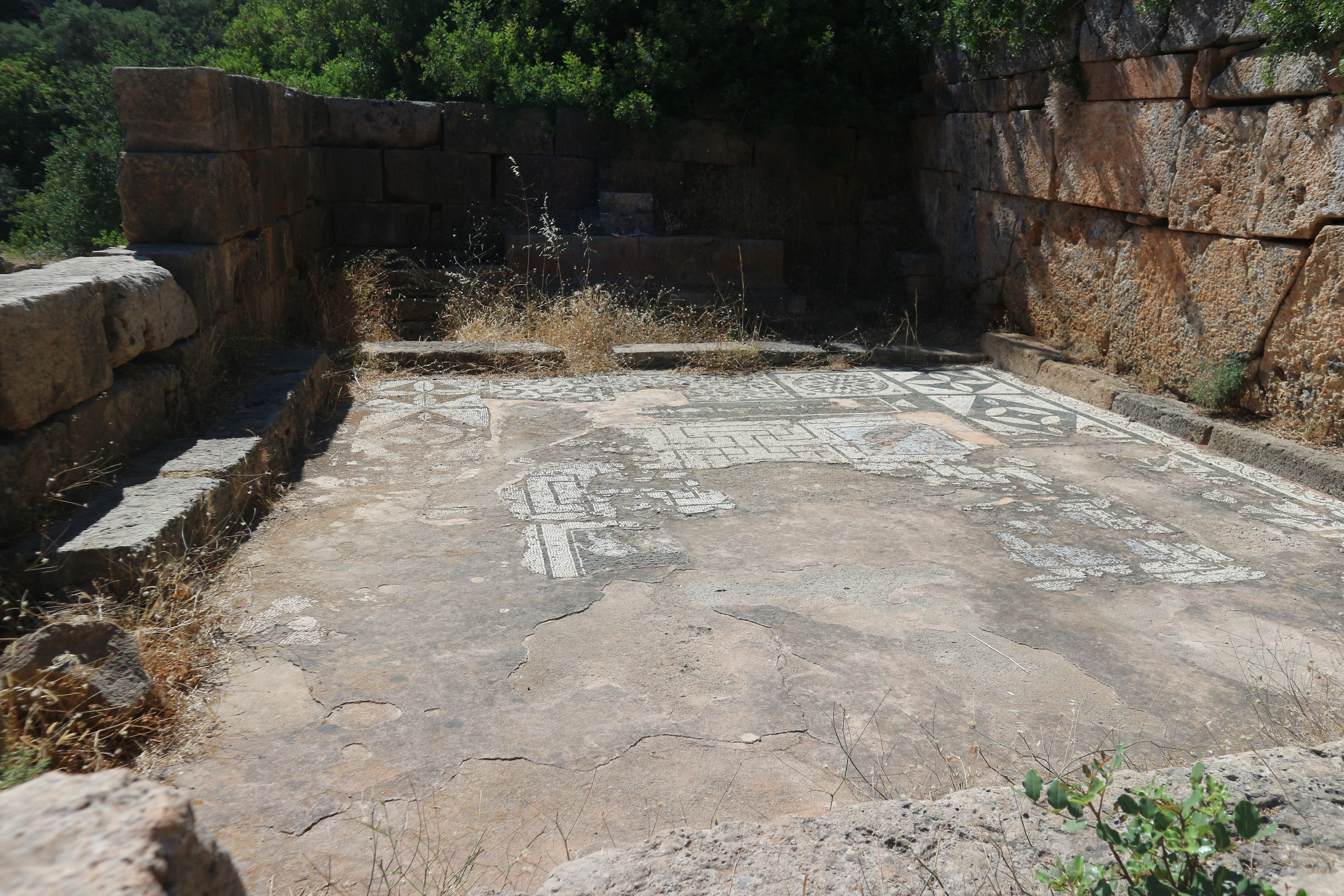
Restos de mosaicos en el Asclepieion de Liso.

Liso (en griego, Λίσσος) es el nombre de una antigua ciudad griega del suroeste de Creta. La ciudad existió al menos desde el periodo de la Grecia clásica, aunque algunos restos de cerámica indican que el área estuvo habitada ya en el periodo minoico.
El lugar ocupa una pequeña hondonada entre cerros, frente al mar, a modo de teatro. La pequeña playa es de guijarros gruesos. Nadie vive en Liso hoy día. Solo se puede llegar desde Sougia por barco o por rutas de senderismo (90 minutos a pie).
Es mencionada en el Periplo de Pseudo-Escílax que dice que tenía un puerto, cerca del cabo Criu Metopon.
Hay testimonios numismáticos de que las ciudades de Hirtacina y Liso acuñaron monedas conjuntamente hacia fines del siglo IV o principios del III a. C. En estas monedas figuran las inscripciones Λ-Υ, ΥΡ-ΛΙ o ΥΡ-ΛΙΣΙΩΝ. En esta época formaba parte de una liga de ciudades llamada «Federación de los montañeses» (Ομοσπονδία των Ορείων), junto a Éliro, Hirtacina, Sía, Tarra y Pecilasio. En un tratado entre la «Federación de los montañeses» y el rey Magas de Cirene hallado en Liso se atestigua la existencia de un culto a Dictina.
También aparece citada en la lista de 22 ciudades de Creta del geógrafo bizantino del siglo VI Hierocles, siendo sede episcopal. El orden en que Flaminio Cornelio la menciona con los otros obispados en la parte oeste de la isla concuerda muy bien con su ubicación real en el área de Agios Kirkos, cerca del pequeño pueblo de Sugia, a 70 km al sur de La Canea. Posiblemente dejó de estar habitada en algún momento de la antigüedad tardía (siglos VII-VIII), quizá a consecuencia de un terremoto. Sin embargo perduró su función de centro religioso a lo largo de la historia.

## Arqueología
Cerca de la iglesia de la Panagia hay lo que parecen ser vestigios de un antiguo templo, con columnas de granito y fragmentos de mármol blanco, arquitrabes y frontones. Más adelante, parece haber otro templo y un teatro. Las tumbas están en el lado suroeste de la llanura. Están labradas independientes de la roca, con techos abovedados. Hay alrededor de cincuenta.
En 1957-1958, N. Platon excavó la ciudad. Se descubrieron ruinas de un teatro, acueducto, cementerio y termas de la antigüedad, además de basílicas paleocristianas. En la zona también se encontraron muchos objetos votivos, que ahora se exhiben en los Museos Arqueológicos de Heraclión y La Canea. En ninguna otra ciudad de Creta, aparte de Gortina, se encontraron tantas piezas de escultura, principalmente representando a las deidades Asclepio e Higía. Este hecho atestigua la prosperidad y el poder del Asclepeion de Liso, del que se conservan algunos mosaicos. Además del Asclepeion y la necrópolis romana, también existen dos iglesias ortodoxas griegas: Agios Kyrikos con restos de frescos y la capilla de Panagia, construida con bloques de mármol reutilizados.
En 2022, las excavaciones han rescatado un odeón del siglo I, cercano al templo de Asclepio, que además de sus funciones principales de utilización para competiciones literarias y musicales o representaciones teatrales, se está investigando si pudiera haber servido como buleuterio o como un edificio del consejo.